# Franz Crzellitzer
Franz Crzellitzer (* 1. November 1905 in Berlin; † 28. Januar 1979 in Tel Aviv) war ein israelischer, aus Deutschland stammender Komponist.

## Leben
Crzellitzer war das älteste Kind des Architekten Fritz Crzellitzer (1876–1942) und von Martha Schoenflies (1877–1946). Seine Geschwister waren Robert (1907–1940) und Hedwig (1909–1953). Der Genealoge Arthur Czellitzer war ihr Onkel 2. Grades, und unter ihren Cousins mütterlicherseits waren die Dichterin Gertrud Kolmar, der Literaturwissenschaftler Walter und der Arzt und Widerstandskämpfer Georg Benjamin (→ Familien Schoenflies und Hirschfeld).
Alle fünf Crzellitzers waren künstlerisch und musikalisch veranlagt, musizierten zusammen und traten unter anderem bei Familienfesten auf. Fritz spielte Klavier und komponierte, Martha hatte zeitweilig eine Laufbahn als Opernsängerin angestrebt, Robert spielte Cello. Vor ihrer Einschulung erhielten die Kinder Privatunterricht, gemeinsam mit dem späteren Architekturhistoriker Julius Posener (1904–1996), dem Sohn des mit der Familie befreundeten Malers Moritz Posener.
Franz studierte an der Staatlichen akademischen Hochschule für Musik u. a. Klarinette. Er beabsichtigte Kapellmeister zu werden und arbeitete im Theater von Neustrelitz als Korrepetitor. Dort wurde er nach der Machtergreifung der Nationalsozialisten 1933 als Jude entlassen. Er machte daraufhin eine Lehre als Bauklempner und wanderte 1934 nach Tel Aviv aus, wo er 1939 heiratete. Robert studierte in Berlin Ingenieurwissenschaften. Er heiratete am 31. März 1933 in Berlin und wanderte kurz danach nach Italien aus, wo er eine Stelle bei der Firma Olivetti in Ivrea gefunden hatte. Dort erfand er eine neue Bohrtechnik. Hedwig war nach einer Lehre als Modezeichnerin und Gebrauchsgrafikerin im April 1933 zunächst nach Paris ausgewandert. Von dort wechselte sie nach schlechten Erfahrungen mit missgünstigen Konkurrenten nach Mailand, wo sie ebenfalls als Zeichnerin arbeitete. Ende 1936 heiratete sie den deutschstämmigen Radioredakteur Vittorio Cramer (geboren 1907), mit dem sie 1939 nach Rom übersiedelte, wohin er versetzt worden war. Die Eltern erhielten im Sommer 1939 die Ausreisegenehmigung zu ihrer Tochter nach Rom, doch wenige Tage nach ihrer Ankunft wurden alle immigrierten Juden ausgewiesen. Wegen Fritz’ Herzschwäche wurde die italienische Aufenthaltsgenehmigung zweimal verlängert. Robert fand 1939 zunächst Arbeit in Brüssel. Infolge des deutschen Westfeldzuges im Mai 1940 musste er fliehen und wurde bei einem Bombenangriff in Frankreich getötet. Er hinterließ seine Frau und zwei Söhne. Die Eltern waren im März 1940 ebenfalls nach Tel Aviv zu Franz ausgewandert.

## Kompositionen
Die meisten von Franz Crzellitzers Kompositionen wurden in Israel uraufgeführt. Der Cellist Simca Heled und der Pianist Jonathan Zak haben seine 1971 entstandene Kleine Suite für die Schallplatte Israeli Trios & Duos (Romeo, 2005) eingespielt. Crzellitzer wurde dem „avantgardistischen Flügel der Komponisten in Israel“ zugerechnet, gleichwohl als „sehr konservativer Komponist“ charakterisiert. Der Nachlass von Franz Crzellitzer wird am Archive of Israeli Music der Universität Tel Aviv verwahrt.

## Werke

### Kompositionen
- Charaktermarsch für Orchester (1939)
- 2 Symphonien ohne Opuszahl (1941, 1970)
- Der Rattenfänger von Hameln, Ballettpantomime (1944)
- 2 Sonaten für Violine und Klavier (1948)
- Klavierquintett (1949)
- Klavierkonzert (1950)
- 2 Suiten für Streichorchester (1952, 1968)
- 2 Streichquartette (1954, 1963)
- 2 Symphonische Phantasien für Orchester (1958, 1959)
- Phantasie für Violine und Orchester (1960)
- Phantasie für Cello und Orchester (1962)
- Konzert für zwei Klaviere (1966)
- Violakonzert (1967)
- Trompetenkonzert (1967)
- Klaviertrio (1968)
- Kleine Suite für Cello und Klavier (1971)
- Passacaglia für Orgel (1972)

### Herausgabe
- Fritz Crzellitzer: Einundzwanzig Lieder. Mittellage, für Gesang und Klavier, Tel Aviv 11970, Robert Forberg, Bonn 1975